# Семёнова, Елена Владимировна
Еле́на Влади́мировна Семёнова (7 декабря 1975, Москва — 11 января 2024, Москва) — российская поэтесса и критик, журналистка.

## Биография
Елена Владимировна Семёнова родилась 7 декабря 1975 года в Москве. Окончила Литературный институт имени А. М. Горького. Писала стихи, критику, публицистические статьи на темы литературы, искусства и науки. Принимала участие в Биеннале поэтов в Москве, фестивале «Ладомир» в Казани, Волошинском фестивале и во многих других российских и международных литературных фестивалях и иных культурных мероприятиях. Была редактором и постоянным автором «Независимой газеты» (как книжное приложение «ExLibris», так и основное издание).
Скоропостижно скончалась 11 января 2024 года на 49-м году жизни в Москве.

## Творчество
Публиковалась как поэт в журналах «Юность», «Дети Ра», «Литературный Иерусалим», «Дон», «Крещатик», альманахах «День поэзии», «Среда», «Паровозъ», «ЛиФФт», на порталах «Лиterraтура», Imwerden.de, в «Литературной газете» и других изданиях. Автор поэтических книг «Стихотворения» (1996), «Испытайние» (2017), «Некрологика» (в соавторстве с Михаилом Квадратовым и Андреем Чемодановым и с иллюстрациями Александры Николаенко; 2018), книги детских стихов «Камушек, фантик, цветок» (под псевдонимом Лена Листик; 2019). Соредактор-составитель антологии «Уйти. Остаться. Жить».

## Признание
Международная отметина имени отца русского футуризма Давида Бурлюка (2021)
В литературных кругах постсоветского пространства Елена Семёнова была известна под именем Лена Листик. Привлекая к организуемым ею литературным акциям и книжным проектам авторов самых разных взглядов и позиций, служила неким связующим звеном, медиатором между ними. «Сказать, что мы её любили — это все равно, что ничего сказать. Она сама всех нас любила. И невероятно любила жизнь», — сказано в некрологе от имени редакционного коллектива «ExLibris».